# قران
قِران به فارسی (همچنین qerun یا kran رومی شده) و به زبان عامیانه (قِرُون) از سال ۱۸۲۵ تا ۱۹۳۲ میلادی بهای ایران بود. این کالا به ۲۰ شاهی یا ۱۰۰۰ دینار تقسیم شده بود و به ارزش یک دهم تومان بود. ریال در سال ۱۹۳۲ جایگزین قران شد، هرچند که به صد دینار (جدید) تقسیم شده است. قران دیگر دارای کاربرد رسمی نیست، اما این اصطلاح همچنان در بین ایرانیان از کاربرد گسترده‌ای برخوردار است.

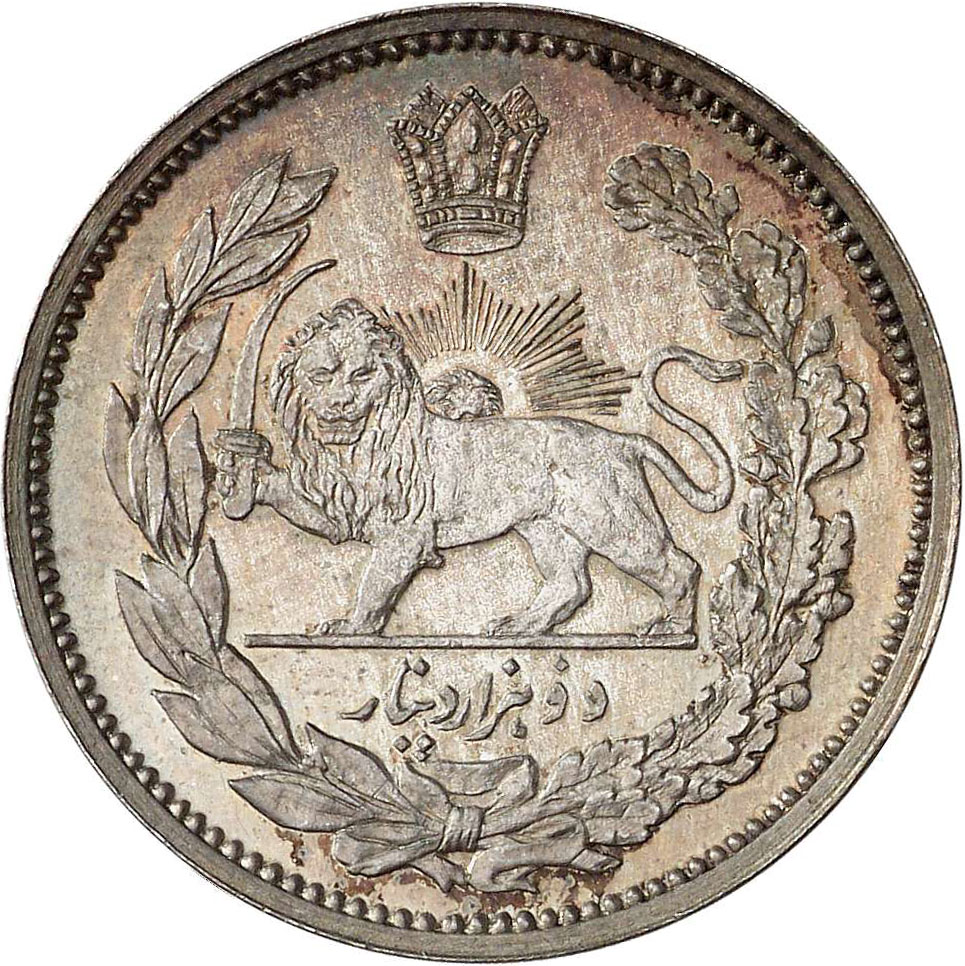
سکه ۲۰۰۰ دیناری (دوهزاری یا دوزاری چرخی) که معادل ۲ قران بود (دوره محمدعلی شاه قاجار)

قِران یکای پول ایران در دوران قاجاریان بود. نام قران کوتاه شده صاحب‌قران است. هر ۱۰ قران معادل یک تومان بود و هر قران ۲۰ شاهی و هر شاهی ۵۰ دینار ارزش داشت. ریال ایران هم به یک قران و پنج شاهی (۱٫۲۵ قران) گفته می‌شد. قران از نقره و به صورت سکه‌های ده شاهی (نیم قران)، یک قران، دو قران و پنج قران ضرب می‌شد.
با توجه به اینکه قران هزار دینار ارزش داشت در زبان عامیانه زار (هزار) نیز نامیده می‌شد. این سنت حتی بعد از تغییر یکای پول ایران به ریال هم ادامه پیدا کرد و سکه‌های دو ریالی و پنج ریالی دوزاری و پنج زاری نامیده می‌شدند.
در سال ۱۳۱۱ یکای ریال جایگزین قران گردید و یکای جزء آن را هم دینار انتخاب کردند اما ارزش دینار را صد برابر افزایش داده و هر ریال ایران را معادل ۱۰۰ دینار گرفتند.
قران دیگر در نظام پولی ایران کاربرد رسمی ندارد اما ایرانیان هنوز به‌طور گسترده‌ای از این واژه در مکالمات روزمره و ضرب‌المثل‌ها بهره می‌برند و در عرف عامه هر ریال امروزی ایران معادل یک قران است.
مقدار
از سال ۱۸۷۴ تا ۱۸۹۵، ارزش قران به نصف کاهش یافته است، از ۱ قیران برابر با ۹٫۶ پنس (د) تا ۴٫۸ روز، که پس از آن این مقدار را برای چند سال آینده حفظ کرده است. در سال ۱۹۳۰، نرخ ارز با پوند انگلیس در ۱ پوند = ۵۹٫۷۵ دلار گران شد.
سکه
تا سال ۱۸۷۶، سکه‌های نقره در فرقه‌های ⅛، ¼، ½ و 1 qiran استخراج شد. سکه آسیاب شده در سال ۱۸۷۶ معرفی شد، فرقه‌های ۱۲، ۲۵، ۵۰، ۱۰۰ و ۲۰۰ دینار، ¼، ½، ۱، ۲ و 5 qiran. سکه‌های طلای و اسکناس‌ها به تومان می‌شد.